# The End of the F***ing World
The End of the F***ing World – brytyjski serial oparty na komiksie autorstwa Charlesa Forsmana o tym samym tytule. Pierwszy odcinek wyemitowano 24 października 2017 na kanale Channel 4, kolejne pojawiły się na platformie All 4. Premiera na Netflixie miała miejsce 5 stycznia 2018. 
W 2018 serial został nominowany do nagrody BAFTA TV Awards za najlepszy serial dramatyczny, a w 2019 otrzymał Peabody Award.

## Fabuła
James ma 17 lat i jest przekonany, że jest psychopatą. Znudzony zabijaniem małych zwierząt, zaczyna planować morderstwo. Na jego drodze staje Alyssa, arogancka i zbuntowana koleżanka ze szkoły, zmagająca się z problemami rodzinnymi. Nastolatek postanawia zabić Alyssę, która niczego nieświadoma, proponuje Jamesowi, aby razem uciekli. James kradnie auto swojego ojca i wyruszają w podróż przez Anglię, która rozpoczyna serię niebezpiecznych przygód.

## Obsada

### Główna
- Alex Lawther jako James
- Jessica Barden jako Alyssa
- Gemma Whelan jako Eunice Noon
- Wunmi Mosaku jako DC Teri Darego
- Steve Oram jako Phil
- Christine Bottomley jako Gwen
- Navin Chowdhry jako Tony
- Barry Ward jako Leslie Foley
- Naomi Ackie jako Bonnie (sezon 2)

### Gościnnie
- Kierston Wareing jako Debbie
- Geoff Bell jako Martin
- Alex Sawyer jako Topher
- Jonathan Aris jako Clive Koch
- Eileen Davies jako Flora
- Earl Cave jako Frodo
- Felicity Montagu jako kierownik stacji benzynowej
- Alex Beckett jako Jonno
- Leon Annor jako Emil
- Matt King jako Eddie Onslow
- Kelly Harrison jako zmarła matka Jamesa
- Zerina Imsirovic jako młodsza siostra Allysy
- Josh Dylan jako Todd (sezon 2)
- Alexandria Riley jako Leigh (sezon 2)
- Florence Bell jako Iggy (series 2)
- Tim Key jako właściciel motelu (series 2)

## Lista odcinków
| Seria | Seria | Odcinki | Premiera światowa    | Premiera światowa    | Premiera polska  | Premiera polska  |
| Seria | Seria | Odcinki | Premiera             | Finał                | Premiera         | Finał            |
| ----- | ----- | ------- | -------------------- | -------------------- | ---------------- | ---------------- |
|       | 1     | 8       | 24 października 2017 | 24 października 2017 | 5 stycznia 2018  | 5 stycznia 2018  |
|       | 2     | 8       | 4 listopada 2019     | 4 listopada 2019     | 5 listopada 2019 | 5 listopada 2019 |

### Seria 1 (2017)
| Odcinek | # | Reżyseria                          | Scenariusz     | Premiera             | Premiera w Polsce (Netflix) |
| ------- | - | ---------------------------------- | -------------- | -------------------- | --------------------------- |
| 1       | 1 | Jonathan Entwistle                 | Charlie Covell | 24 października 2017 | 5 stycznia 2018             |
| 2       | 2 | Jonathan Entwistle                 | Charlie Covell | 24 października 2017 | 5 stycznia 2018             |
| 3       | 3 | Jonathan Entwistle                 | Charlie Covell | 24 października 2017 | 5 stycznia 2018             |
| 4       | 4 | Jonathan Entwistle                 | Charlie Covell | 24 października 2017 | 5 stycznia 2018             |
| 5       | 5 | Jonathan Entwistle, Lucy Tcherniak | Charlie Covell | 24 października 2017 | 5 stycznia 2018             |
| 6       | 6 | Lucy Tcherniak                     | Charlie Covell | 24 października 2017 | 5 stycznia 2018             |
| 7       | 7 | Lucy Tcherniak                     | Charlie Covell | 24 października 2017 | 5 stycznia 2018             |
| 8       | 8 | Lucy Tcherniak                     | Charlie Covell | 24 października 2017 | 5 stycznia 2018             |

### Seria 2 (2019)
| Odcinek | # | Reżyseria   | Scenariusz       | Premiera         | Premiera w Polsce (Netflix) |
| ------- | - | ----------- | ---------------- | ---------------- | --------------------------- |
| 9       | 1 | Lucy Forbes | Charlie Covell   | 4 listopada 2019 | 5 listopada 2019            |
| 10      | 2 | Lucy Forbes | Charlie Covell   | 4 listopada 2019 | 5 listopada 2019            |
| 11      | 3 | Lucy Forbes | Charlie Covell   | 4 listopada 2019 | 5 listopada 2019            |
| 12      | 4 | Lucy Forbes | Charlie Covell   | 4 listopada 2019 | 5 listopada 2019            |
| 13      | 5 | Lucy Forbes | Destiny Ekaragha | 4 listopada 2019 | 5 listopada 2019            |
| 14      | 6 | Lucy Forbes | Destiny Ekaragha | 4 listopada 2019 | 5 listopada 2019            |
| 15      | 7 | Lucy Forbes | Destiny Ekaragha | 4 listopada 2019 | 5 listopada 2019            |
| 16      | 8 | Lucy Forbes | Destiny Ekaragha | 4 listopada 2019 | 5 listopada 2019            |